# Ù
Cette page contient des caractères spéciaux ou non latins. S’ils s’affichent mal (▯, ?, etc.), consultez la page d’aide Unicode.
Ù, ou U accent grave, est un graphème utilisé dans les alphabets français, breton, gaélique écossais, italien, et plusieurs langues tonales comme variante de la lettre « U », et comme lettre à part entière dans l’alphabet cachoube et l'alphabet yekgirtú kurde. Il s’agit de la lettre U diacritée d'un accent grave.

## Utilisation
- Breton : le ‹ ù › est utilisé dans différents mots comme : traoù (choses), bizoù (anneaux, qui a donné Bijou en français), binioù-kozh (Biniou traditionnel Breton)...
- Cachoube : le ‹ ù › représente /wu/, et est la 30e lettre de l’alphabet cachoube.
- Français : le ‹ ù › est presque uniquement utilisé pour différencier les homonymes ou et où (il apparait néanmoins dans quelques mots d'origine étrangère). Voir accent grave en français.
- Kurde : le ‹ ù › représente /ʉː/, et est la 29e lettre de l'alphabet yekgirtú[1].
- Gaélique écossais : le ‹ ù › représente /uː/.
- Italien : le ‹ ù › est utilisé, par exemple, dans le mot più (plus).

### Langues à tons
Dans plusieurs langues tonales, tel que le tshiluba, le ‹ ù › représente le même son que le ‹ u › et l’accent grave indique le ton bas. Mais il y a d’autres utilisations :
- Vietnamien : ‹ ù › représente le ton bas trainant de ‹ u ›.
- Hanyu pinyin : ‹ ù › indique le ton descendant de ‹ u ›.

## Représentations informatiques
Le U accent grave peut être représenté avec le caractère Unicode suivants :
- précomposé (supplément Latin-1) :

| forme     | représentation | chaîne de caractères | point de code | description                            |
| --------- | -------------- | -------------------- | ------------- | -------------------------------------- |
| capitale  | Ù              | Ù                    | U+00D9        | lettre majuscule latine u accent grave |
| minuscule | ù              | ù                    | U+00F9        | lettre minuscule latine u accent grave |

- décomposé (latin de base, diacritiques) :

| forme     | représentation | chaîne de caractères | point de code | description                                        |
| --------- | -------------- | -------------------- | ------------- | -------------------------------------------------- |
| capitale  | Ù              | U◌̀                   | U+0055 U+0300 | lettre majuscule latine u diacritique accent grave |
| minuscule | ù              | u◌̀                   | U+0075 U+0300 | lettre minuscule latine u diacritique accent grave |

Il peut aussi être représenté avec les anciens codages :
- ISO/CEI 8859-1, 3, 9, 14, 15 et 16 :
  - Capitale Ù : D9
  - Minuscule ù : F9

Entités HTML :
- Capitale Ù : &Ugrave;
- Minuscule ù : &ugrave;

Alt Code :
- Minuscule ù : Alt+0249